# Ша Вэньхань
Ша Вэньха́нь (кит. упр. 沙文汉, пиньинь Shā Wénhàn 1908 ― 1964) ― китайский историк, революционер, педагог и политик. Губернатор провинции Чжэцзян и президент Чжэцзянского университета.

## Биография
Ша родился в 1908 году в уезде Иньсянь провинции Чжэцзян (современный Нинбо). Урождённый Ша Вэньюань. Его вторым именем было Вэньшу, а на протяжении жизни он использовал такие псевдонимы, как Чэнь Юаньян и Чжан Дэн. Один из его братьев — Ша Мэнхай — был известным мастером китайской каллиграфии.
Ша учился в провинциальной 4-й Нормальной школе провинции Чжэцзян в Нинбо. Затем он перешел в финансовую школу. В апреле 1925 года Ша вступил в Коммунистическую партию Китая (КПК). Летом 1925 года в Нинбо Ша участвовал в массовом мероприятии, организованном в поддержку «Движения тридцатого мая» в Шанхае. В 1926 году Ша окончил финансовую школу, вернулся в уезд Иньсянь и руководил местными крестьянскими движениями. В ноябре 1927 года Ша стал главой партии КПК уезда Фэнхуа.
В январе 1928 года Ша отправился на учёбу в Шанхай. В июле 1929 года его перенаправили в Москву в Коммунистический университет трудящихся Востока, где тот изучал марксизм-ленинизм и повстречал свою будущую жену Чэнь Сюлян. В феврале 1932 года Ша отправился в Токио, где прослушал курс в Императорском университете Токио и Японской железнодорожной школе В 1934 году Ша вернулся в Шанхай, но вскоре снова отбыл в Токио. В 1940 году Ша был назначен действующим главой КПК в провинции Цзянсу.
После 1949 года Ша был назначен президентом Чжэцзянского университета в Ханчжоу. В декабре 1954 года Ша стал губернатором провинции Чжэцзян. В 1957 году Ша был исключен из партии по обвинению в правом уклоне; Ша был самой высокопоставленной жертвой этой кампании на её раннем этапе. 2 января 1964 года Ша умер в Ханчжоу.
Ша написал множество статей и одну монографию по истории Китая.

## Сочинения
- 《沙文汉诗文选集》(Poetic and Literal Collections of Sha Wenhan); ISBN 7-80618-502-X; Shanghai Academy of Social Sciences (a branch of the Chinese Academy of Social Sciences) Press; 1998; 44 Chapters, 435 Pages.